# 妮亞·碧波

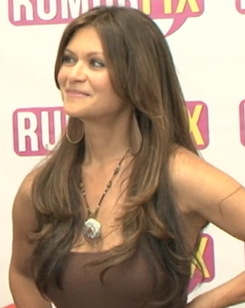
妮亞·碧波本人

妮亞·碧波（英語：Virenia Gwendolyn "Nia" Peeples，1961年12月10日—），是美國的女演員及音樂舞者，以電視節目《美少女的謊言》、《岩漿毒蛛》為代表作品。

## 簡介
碧波出生在美國加利福尼亞州洛杉磯好萊塢。

## 外部連結
- 妮亞·碧波在互联网电影资料库（IMDb）上的資料（英文）
- 妮亞·碧波的X（前Twitter）
- 妮亞·碧波的Instagram帳戶